# Mandat francès per Síria i el Líban
El Mandat francès per Síria i el Líban (francès: Mandat français pour la Syrie et le Liban) (1923-1946) va ser un mandat de la Lliga de Nacions (fundada després de la Primera Guerra Mundial) sobre el dividit Imperi Otomà que va afectar Síria i el Líban.
Durant els dos anys que va seguir el final de la guerra el 1918 i d'acord amb el previst als anomenats acords de Sykes-Picot que es van signar entre la Gran Bretanya i França durant la guerra els britànics va tenir el control de la majoria de la Mesopotàmia otomana (l'actual Iraq) i la part sud de la Síria otomana (Palestina i Transjordània), mentre que els francesos controlarien la resta de la Síria otomana incloent Alexandreta (Hatay), el Mont Líban, i altres parts del sud-est de Turquia (Cilícia francesa). A principis de la dècada de 1920, els britànics i francesos que tenien el control d'aquests territoris, van veure formalitzada la seva posició pel sistema de mandat de la Lliga de Nacions, i a França li va ser assignat per la Lliga de les Nacions el mandat de Síria el 23 de juliol de 1922 ratificat el 29 de setembre de 1923, que incloïa el territori de l'actual Líban (el Mont Líban havia estat engrandit per esdevenir l'Estat del Gran Líban) i el sandjak d'Alexandreta (que pertanyia a la província siriana d'Alep) a més de la Síria pròpia.
L'administració de la regió sota els francesos es va dur a terme a través d'un cert nombre de diferents governs i territoris, incloent-hi la Federació Siriana formada per Alep i Damasc (1922-24), l'Estat de Síria (1924-30) i la República Síria (1930-1958), així com els estats més petits del Gran Líban, Alauites (després Latakia a petició dels cristians) i Soueïda (després unit a altres parts del Hauran per formar el Djebel Drus o Muntanya Drusa). Hatay va ser annexionada per Turquia el 1939. El mandat francès de Síria va durar fins al 1943, quan es van establir dos països independents sorgits dels mandats, Síria i el Líban si bé a causa de la II guerra mundial aquesta independència encara no fou plena, ja que forces britàniques van restar a aquests països; les tropes francobritàniques van abandonar completament Síria i el Líban el 1946.

## Antecedents
Amb la derrota dels otomans a Síria, les tropes britàniques manades pel general Sir Edmund Allenby, van entrar a Damasc l'any 1918, uns dies després que ho havien fet les forces àrabs haiximites (les forces de la Revolta Àrab dirigides per Faisal, fill del Sharif Hussein de la Meca).
Faisal va establir un govern àrab a Damasc a l'octubre de 1918, i va nomenar a Ali Rida Pasha ar-Rikabi com a governador militar.

El "Regne de Síria", el 1918.

La nova administració àrab va formar governs locals en les principals ciutats de Síria, i la bandera panarabista va ser hissada per tot Síria. Els àrabs esperaven, d'acord amb les promeses britàniques, que s'establiria un nou estat àrab incloent totes les terres àrabs des d'Alep al nord de Síria fins a Aden al sud del Iemen i cap a Mossul i Bàssora a l'est.
No obstant això, d'acord amb l'acord secret Sykes–Picot entre Gran Bretanya i França, el General Allenby va assignar al govern àrab només l'administració de l'interior de les regions de Síria (la zona oriental). Palestina (la zona meridional) va quedar reservada pels britànics. El 8 d'octubre, les tropes franceses van desembarcar a Beirut i va ocupar la regió costanera libanesa del sud fins a Naqoura (a la zona occidental), en substitució de les tropes britàniques. Els francesos immediatament van dissoldre els governs locals àrabs de la regió.
França va exigir la plena aplicació de l'acord Sykes–Picot amb Síria sota el seu control. El 26 de novembre de 1919 les forces britàniques es van retirar de Damasc per evitar la confrontació amb els francesos, deixant al govern àrab afrontar sol a França.
Faisal havia viatjat diverses vegades a Europa, a principis de novembre de 1918, tractant de convèncer a França i Gran Bretanya per canviar les seves posicions, però sense èxit. França estava determinada a intervenir a Síria com va demostrar el nomenament del General Henri Gouraud com a alt comissionat de Síria i Cilícia el 21 de novembre de 1918.
A la Conferència de Pau de París el 1919, Faisal es va trobar en una posició més feble quan les potències europees van decidir ignorar les demandes àrabs.
El juny de 1919, la comissió americana King–Crane va arribar a Síria a preguntar a l'opinió pública local sobre el futur del país. La comissió de treball s'estenia des d'Alep a Beersheba. Van visitar 36 ciutats principals, es va reunir amb més de 2.000 delegacions de més de 300 pobles, i va rebre més de 3.000 peticions. Les seves conclusions van confirmar l'oposició dels sirians al mandat sobre el seu país així com a la Declaració Balfour per a un estat nacional jueu i en canvi demanaven una Gran Síria unida que abastés també Palestina. Les conclusions de la comissió van ser rebutjades per França i ignorades per la Gran Bretanya.
El maig de 1919 es van celebrar les eleccions pel Congrés Nacional Sirià, que es va convocar a Damasc. El 80% de llocs van anar a conservadors. No obstant això, la minoria incloïa dinàmics nacionalistes àrabs destacats com Jamil Mardam Bey, Shukri al-Kuwatli, Ahmad al-Qadri, Ibrahim Hanano, i Riyad as-Solh. El cap va ser el nacionalista moderat Hashim al-Atassi.
El malestar va esclatar a Síria quan Faisal va acceptar un compromís amb el Ministre francès Clemenceau i el líder sionista Chaim Weizmann sobre el tema de la immigració jueva a Palestina. Van esclatar manifestacions anti-haiximites i els habitants musulmans al voltant del Mont Líban es van revoltar per por de ser incorporats en un nou estat, majoritàriament cristià, anomenat Gran Líban.
El març de 1920, el Congrés de Damasc va aprovar una resolució de rebuig dels acords Faisal-Clemenceau. El Congrés va declarar la independència de Síria el dia 8 en les seves fronteres naturals (inclòs el Sud de Síria o Palestina), i va proclamar a Faisal el rei de tots els àrabs. El congrés també va proclamar la unió política i econòmica amb el veí Iraq (sota control britànic) i va exigir la seva independència.
El 25 d'abril, el consell suprem Inter-Aliat que preparava el Tractat de Sèvres, va concedir a França el mandat de Síria (incloent-hi el Líban), i va atorgar a la gran Bretanya el Mandat de Palestina (incloent-hi Transjordània), i de l'Iraq. Els sirians van reaccionar amb violentes manifestacions, i un nou govern encapçalat per Ali Rida al-Rikabi es va constituir el 9 de maig de 1920. El nou govern va decidir organitzar un reclutament general i va començar a formar un exèrcit.
Aquestes decisions van provocar reaccions adverses tant a França com per part del Patriarcat Maronita del Mont Líban, que va denunciar aquestes decisions com un "cop d'estat". A Beirut, la premsa cristiana expressava la seva hostilitat a les decisions del govern de Faisal. Els nacionalistes libanesos (cristians) van utilitzar la crisi per a convocar un consell figures cristianes a Baabda que va proclamar la independència del Líban el 22 de març de 1920.
El 14 de juliol de 1920, el general Gouraud va emetre un ultimàtum a Faisal, donant-li la possibilitat de triar entre la submissió o l'abdicació. Adonant-se que l'equilibri del poder no estava a favor seu, Faisal va optar per cooperar. No obstant això, el jove ministre de la guerra, Youssef al-Azmeh, es va negar a complir. En la resultant Guerra Franco-Siriana, les tropes d'al-Azmeh van enfrontar les forces franceses manades pel general Mariano Goybet a la batalla de Maysalun. El francès va guanyar la batalla en menys d'un dia. Azmeh va morir al camp de batalla, juntament amb bona part de les tropes sirianes. Goybet va entrar a Damasc el 24 de juliol de 1920.

## Estats creats durant el Mandat francès

Bandera del Mandat francès de Síria i el Líban (1920)

Mapa dels estats de Mandat 1921-22.

Quan va arribar per primera vegada al Líban, els francesos van ser rebuts com alliberadors per la comunitat cristiana, però a mesura que van entrar a Síria es van trobar amb una forta resistència.
El mandat de la zona va ser subdividit en sis estats: Damasc (1920), Alep (1920), Alawites (1920, rebatejat Latakia el 1930), Souaïda o Hauran (1921, el 127 rebatejat Djebel Drus), Sandjak autònom d'Alexandreta (1921, avui dia Hatay), i l'Estat del Gran Líban (1920), que es va convertir més tard en la República Libanesa sota control francès i la república moderna del Líban. Alep i Damasc foren federats el 1922 i des de 1925 reunits en l'estat de Síria (república 1930).
L'1 de setembre, el general Gouraud proclama la creació de l'Estat del Gran Líban, annexant al Mont-Líban les ciutats costaneres (Trípoli al nord, Saida i Tir al sud) i la vall de la Bekaa i regió de Nabatiye conforme als desitjos emesos pels maronites i per la dreta colonial francesa. Per aquesta decisió, la Síria va perdre una important zona costanera i en particular la ciutat de Trípoli que posseïa un dels ports més grans del Llevant. El país no comptava llavors més que amb Latakia i el seu port esdevingué el primer del país.
Pel que fa a Faisal, va marxar a l'exili i es va instal·lar en principi a Palestina i a continuació a Itàlia, abans de prendre el tron d'Iraq a proposta del Regne Unit.
L'elaboració d'aquests estats es basa en part en la divisió sectària sobre el terreny a Síria. No obstant això, gairebé totes les sectes síries van ser hostils al mandat francès i a la divisió que va crear. Aquesta oposició es va demostrar per les diverses revoltes que els francesos es van trobar a tots els estats de Síria. Els cristians maronites del Mont Líban eren una comunitat amb un somni d'independència que es va realitzar sota els francesos; per tant el Gran Líban va ser l'excepció dins els recentment formats estats.
França va tardar tres anys, de 1920 a 1923, per tenir el control total sobre Síria i sufocar totes les insurgències que van esclatar sobretot als territoris dels Alawites, la Muntanya Drusa i Alep.

## Administració del mandat
Després d'haver pres el control del país, els francesos van intentar crear una estructura administrativa a diversos nivells.
La primera decisió fou escollir quina seria la seu de l'Alt Comissionat francès. Els francesos van dubtar per un temps entre Beirut i Damasc.
Mentre que l'una era francòfila, l'altre era hostil fins i tot dins de la comunitat cristiana.
Els francesos van escollir una solució intermèdia: instal·lar l'administració del mandat en la petita ciutat de Chtaura, situada a igual distància de Beirut i de Damasc. No obstant això, el projecte fou ràpidament abandonat en benefici de Beirut.
El general Gouraud va intentar de fer callar les reclamacions nacionalistes dividint la regió en petites unitats administratives, cosa que es va iniciar l'any 1920. Tres Estats foren creats fent passar la superfície de Síria d'un territori de 300.000 km² a 185.000 km²:
- l'Estat del Gran Líban: el general Gouraud va proclamar la creació d'aquest nou estat el 30 d'agost de 1920, sent oficialitzat per decret del 31 d'agost de 1920; aquest estat estava constituït pel Mont-Líban que comprenia l'antic mutasarrifat d'àmplia majoria cristiana així com les ciutats costaneres al sud i nord tal i la vall de la Bekaa i comarca de Nabatiye a l'interior, que garantien la producció agrícola i podien evitar les fams (que ja s'havien produït al Mont Líban per manca de grans terrenys fèrtils) tal com demanaven els maronites. A partir d'aquest dia, el Líban separat de la Síria va seguir la seva pròpia evolució si bé inicialment va formar part de l'administració conjunta.[4] La separació del país de Síria fou formalment proclamada l'endemà, l'1 de setembre de 1920, pel general Gouraud.[4]
- l'Estat d'Alep: proclamat l'1 de setembre de 1920, amb capital a la ciutat d'Alep, format per l'antic vilaiat (vilayet) otomà d'Alep excloses algunes regions costaneres cedides al Mont Líban i la regió de Latakia i Tartus on els notables locals i caps de tribu van preferir formar una entitat separada; en va formar part en canvi l'antic sandjak d'Alexandreta (Hatay).
- l'Estat de Damasc: proclamat l'1 de setembre de 1920, amb capital a la ciutat de Damasc, format per l'antic vilaiat (Vilayet) otomà de Damasc (menys la Bekaa i Nabatiye, que havien passat al Líban).

L'endemà, 2 de setembre de 1920, es va crear un territori autònom alauita directament posat sota autoritat francesa, segregat d'Alep i amb capital a Latakia. L'Estat dels drusos fou creat posteriorment, el 24 d'octubre de 1922, amb Soueïda com capital.
El 28 de juny de 1922, un primer reagrupament va tenir lloc amb la federació dels estats de Damasc, d'Alep i el territori autònom dels Alawites (anomenada Federació Siriana). Amb la creació d'aquest nou estat, França va haver d'escollir la capital.
La tria era entre Alep al nord i Damasc al sud, però els francesos van escollir finalment Homs, ciutat que es beneficiava d'una posició estratègica, oferia un millor emplaçament geogràfic i tenia una millor situació comercial sent a més una ciutat provincial fora de les lluites intestines entre famílies i clans que es donaven a les altres dues ciutats.
El març 1923 el sandjak d'Alexandreta que estava poblat per una minoria de turcs, es va convertir en entitat separada per un pacte amb el govern nacionalista de Turquia.
Pel decret del 5 de desembre de 1924, el territori autònom dels Alawites format pels sandjaks de Latakia i Tartus, va esdevenir l'estat dels Alawites amb Latakia com capital i separat de la federació Siriana. L'1 de gener de 1925, el general Gouraud crea – gràcies al decret 2980 – l'Estat de Síria, amb la Federació Siriana que formaven els estats d'Alep i Damasc (els Alawites ja n'havien estat separats uns dies abans formant estat propi) amb Damasc com a nova capital (tot i que el poder polític francès real se seguia exercint des de Beirut).

## Insurrecció contra el mandat

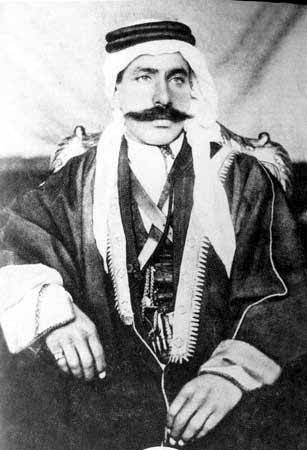
Sultan al-Atrach, líder de la revolta

La insurrecció siriana contra el nou poder francès va néixer durant l'estiu de 1925 a l'estat dels drusos. És allà que es van infligir als francesos les primeres derrotes. Els drusos es queixaven dels mètodes massa brutals dels francesos. El mandat era d'altra banda considerat com massa colonial, massa militar i massa depenent dels mètodes d'administració importats d'Àfrica del Nord. Aquesta insurrecció dirigida per Sultan el-Atrach es va propagar a tot Síria en alguns mesos i va esdevenir molt ràpidament una revolta nacional. Aquesta revolta va tenir l'adhesió del Partit del Poble, partit polític creat el febrer de 1925 per Abderrahman Chahbandar, Farès al-Khoury i Jamil Mardam Bey.
Els insurgents van lluitar contra el poder francès fins a la primavera de 1927. La insurrecció fou derrotada principalment a causa de malentesos sobre l'objectiu a aconseguir i sobre la manera d'aconseguir-lo entre les diferents famílies i comunitats del país.
Aquesta revolta va tenir com a efecte principal una reorientació política del mandat amb la separació del poder entre civils i militars.
Foren els civils (dels quals el primer fou Henry de Jouvenel des Ursins) els que van administrar el país a partir de novembre del 1925 executant una política més liberal.

## Període de liberalització

### Modernització del país
L'arribada dels civils a l'Alta Comissaria va accelerar el procés de modernització del país.
Damasc i altres grans ciutats sirianes es van modernitzar, en principi sobre el plànol de la disposició urbana dels germans René Perill (1872-1954) i Raymond Perill (1883-1958) i de l'arquitecte Michel Écochard, que van dirigir els plans per la modernització i la urbanització de Damasc. Van organitzar obres públiques, restauracions i conservacions de monuments històrics. A més de construir museus arqueològics, van treballar sobre l'electrificació i el subministrament d'aigua de les ciutats.
Damasc va veure l'aparició de tramvies i de calesses, i es va buscar en general una major higiene. Una xarxa de carreteres foren construïdes i les connexions cap a l'exterior es van desenvolupar. Algunes ajudes foren concedides a l'agricultura í a la indústria. L'educació es va estendre a diverses capes socials i el nombre d'escoles es va multiplicar per quatre en vint anys,.
El mandat igualment va consolidar i modernitzar el jove estat sirià, consolidació que va anar acompanyada d'una reforma de la justícia i de la seva pràctica en el país. L'exèrcit també fou modernitzat amb la creació de la base d'un exèrcit nacional.
Una modernització cultural va arribar també la regió; França que representava a l'època un model de saber-viure fou presa com a exemple pels pobles del Llevant. El mandat va veure la creació de grans hotels, de restaurants, de cafès, de cinemes, de teatres i de cabarets. Les dones es van emancipar, accediren al món universitari i a certs aspectes de la vida política i professional. La indumentària dels sirians va evolucionar, sobretot en les ciutats, seguint la moda occidental. Si bé els homes van conservar el seu tarbouch sobre el cap, les dones en canvi van adoptar la moda parisenca.
La creació de partits polítics i de cercles literaris va anar en augment així com les activitats esportives. La creació de periòdics va augmentar igualment, passant de 50 durant l'administració àrab a 180 durant l'administració francesa.

## Cap al final del mandat

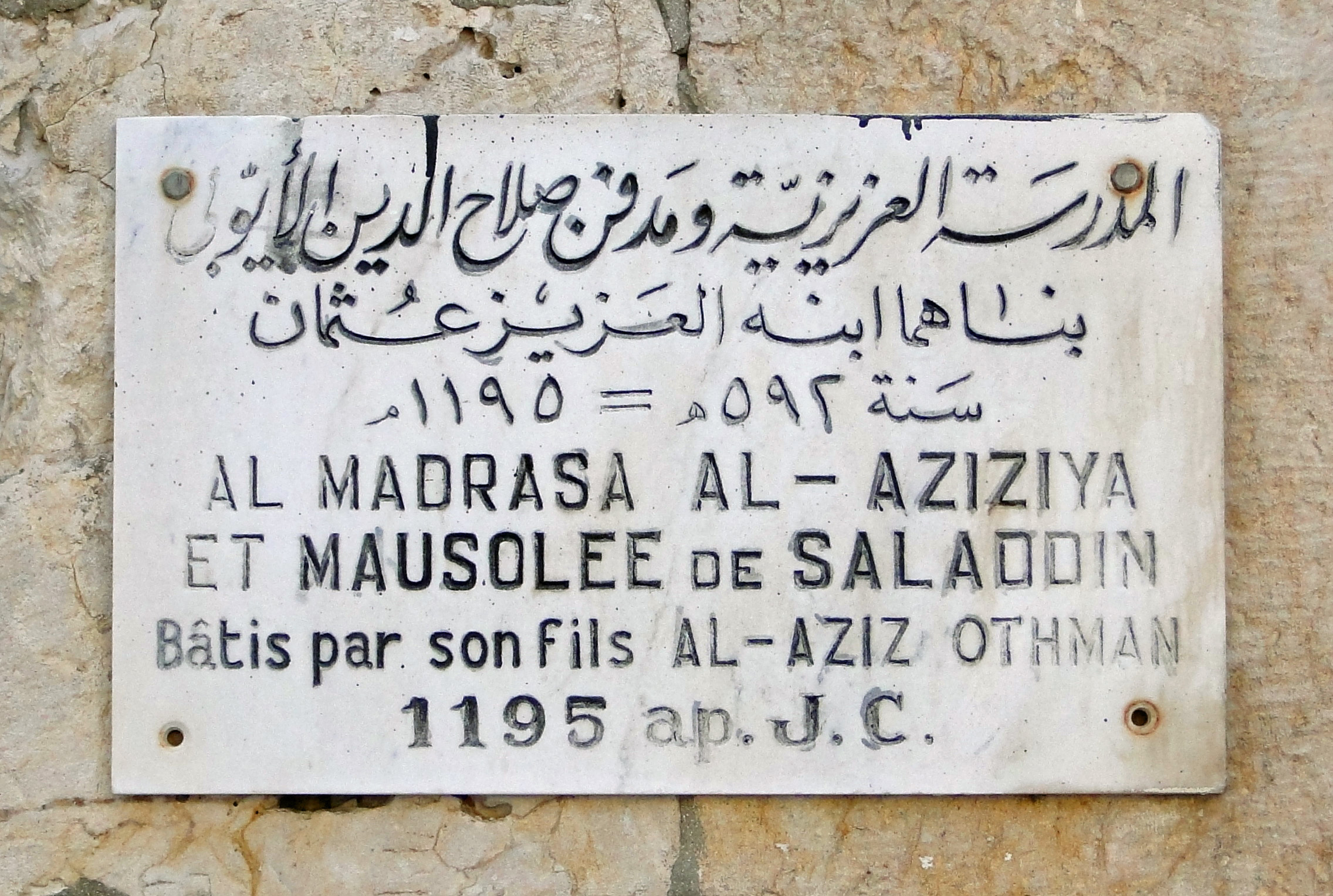
Plaque en francès i en àrab a Damasc

El 24 d'abril de 1928, eleccions a dos nivells foren convocades per formar una assemblea constituent.
Aquestes eleccions exclogueren els territoris drus i alawita.
En les zones rurals els resultats foren favorables als moderats, en les ciutats als nacionalistes.
L'assemblea, constituïda per 68 diputats, va passar sota el control dels nacionalistes mentre que aquests eren minoritaris al si del parlament.
L'assemblea que se situava com a continuadora del Congrés Nacional Sirià de 1919 va elaborar un projecte de constitució fent de Síria una república parlamentària englobant «tots els territoris sirians deslligats de l'Imperi otomà, sense consideracions a les divisions intervingudes després del final de la guerra mundial.»
Davant les activitats dels parlamentaris, l'Alt-Comissionat va decidir dissoldre l'assemblea i va promulgar unilateralment una constitució. Les eleccions següents van portar a Mohammed Ali Bay al-Abid al poder.
En el país, l'autoritat real de l'estat no s'estenia pas fora de la Síria central, Damasc, Homs, Hama, Alep i les seves zones veïnes.
Les altres regions del país estaven dominades per caps nacionalistes com els Atassi, els Mardam Bey, els Ubeid, els Jabiri i els Barakat.
Aquests cridaven a vagues generals, a manifestacions, i les mesquites cridaven a la revolta contra l'ocupant.
Aquesta política provoca l'hostilitat dels sirians contra el poder centralista de Damasc. A Soueïda, Latakia o Hassatché (al país kurd de Síria), la bandera francesa era mantinguda només pels sirians, els socs foren tancats en signe de protesta al poder central i els segrestos o expulsions dels enviats del govern es multiplicaven al final dels anys 1930.

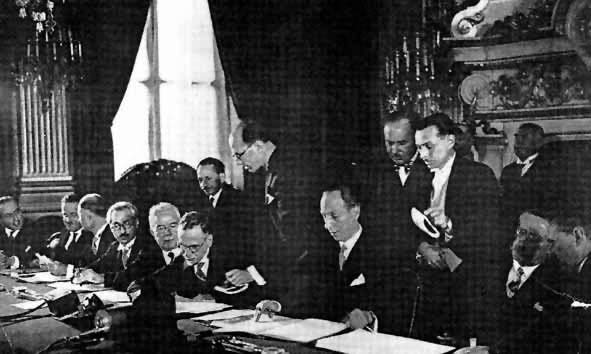
La delegació del Bloc Nacional Sirià signant els acords Viénot l'any 1936.

A França, l'arribada al poder del Front popular l'any 1936 va fer possible l'enviament a París d'una delegació nacionalista. Les negociacions entre el govern francès i els nacionalistes conclogueren el 22 de setembre amb un tractat d'independència (acords Viénot) de Síria en un termini de cinc anys a canvi de diversos avantatges polítics, econòmics i militars.
El tractat fou ratificat pel parlament sirià per unanimitat, però no fou aprovat pel parlament francès; el govern ja preveia que seria rebutjat al Senat. El tractat fou definitivament enterrat l'any 1938 davant la imminència d'una guerra contra l'Alemanya.
Els militars francesos veien de mal ull la política portada pels civils que no arriben pas a governar el país en el seu conjunt. Fou per això que els militars es concentraven a les muntanyes alauites i druses, així com en les estepes (Chamiyé i Djéziré). L'objectiu oficial d'aquesta presència era d'una part protegir les minories del país, i d'altre la garantia i la defensa de les fronteres orientals.
Davant un centre del país jutjat massa oposat, els militars mantenien una presència estratègica en la muntanya libanesa a l'oest, la muntanya alawita al nord, la muntanya drusa al sud i la zona de l'estepa a l'est.
D'altra banda els militars encoratgen el sorgiment de moviments regionalistes, fins i tot separatistes, com a la Djézireh (Al-Jazira) entre 1936 i 1939.

## Demandes de secessió no concedides per les autoritats franceses del Mandat

### Al-Jazira
En 1936-1937, hi havia agitació autonomista entre assiris i kurds, recolzats per alguns beduïns, a la província d'Al-Jazira. Els seus partidaris volien que les tropes franceses restessin a la província en la hipòtesi d'una independència de Síria, perquè temien que els nacionalistes del govern de Damasc substituirien els funcionaris de les minories per funcionaris musulmans àrabs de la capital. Les autoritats franceses es van negar a considerar cap nou estatut d'autonomia dins de Síria.

### Golan
A Quneitra i la regió del Golan hi havia una considerable comunitat circassiana. Diversos líders circassians el 1938 volien, per les mateixes raons que el 1936-1937 ho volien els assiris, kurds i beduïns de la província d'Al-Jazira, una especial autonomia dins l'estat per a la seva comarca, ja que tenien por per la perspectiva de viure en una república Síria independent sota un govern nacionalista àrab hostil cap a les minories. També volien que la regió del Golan fos una pàtria nacional pels circassians refugiats del Caucas. Un batalló circassià va servir a l'Exèrcit francès de Llevant i havia ajudat contra les revoltes dels nacionalistes àrabs. Com havia passat a la província d'Al-Jazira, les autoritats franceses es van negar a concedir qualsevol autonomia de l'estat als circassians del Golan.

## La II Guerra Mundial
El 1939, per assegurar-se la neutralitat de Turquia en la guerra contra Alemanya que s'esperava imminent, els francesos van cedir el sandjak d'Alexandreta al govern kemalista turc. Efectivament quan va esclatar la guerra poc després, Turquia es va mantenir neutral.
El 1940, derrotada França, Síria va quedar en poder del govern de Vichy. El juny de 1941, els britànics i els francesos lliures van entrar a Síria i al Líban i, després d'una violenta campanya militar, van signar un armistici amb les tropes franceses. Aquest armistici fou conclòs entre el general Henri Dentz (delegat de Vichy al Llevant) i les autoritats britàniques, en presència del general Catroux. Amb l'ajuda britànica, els dos territoris van passar sota el control de les Forces franceses lliures (FFL) i l'Alt-Comissionat esdevingué al mateix temps el delegat general de la França lliure al Pròxim Orient o Llevant El mateix any, de Gaulle declara: "França té el deure i la possibilitat d'establir aquests estats en la seva independència" »
El 8 de juny de 1941, el general Catroux, cap de les Forces franceses lliures (FFL) a l'Orient Mitjà proclamava solemnement la independència de Síria i del Líban, així com el final del mandat al Llevant (feia els 5 anys del tractat de 1936) però pendent de regulació en estar en plena guerra. Per tant, el país va quedar encara de fet, sota domini francès i amb forta presència militar britànica.
La Segona Guerra Mundial fou catastròfica per l'autoritat de França, no només per la seva derrota contra l'Alemanya sinó també pels combats que van oposar els seguidors de Vichy i els gaullistes a Síria mateix. Aquesta pèrdua d'autoritat fou significativa en els bastions regionals encara reputats com profrancesos.

## Vers la independència
El 3 de gener de 1944, França va reconèixer oficialment la sobirania de Síria i del Líban. Shukri al-Kuwatli fou elegit president de la República. Tanmateix, es tractava de fet d'una semiindependència que va fer néixer un sentiment de revolta en una part de l'opinió siriana. Un afrontament s'acostava. El Baas va crear equips de gihad nacional del qual el paper era de mobilitzar les bases populars contra l'autoritat francesa. El 29 de maig de 1945, després de deu dies de manifestacions ininterrompudes, els francesos, sota ordres del general Fernand Olive, dita Oliva-Roget, van bombardejar Damasc durant 36 hores. Es comptaren aproximadament 400 morts i centenars de ferits. Una part de la ciutat fou destruïda per aquest bombardeig, incloent-hi el parlament sirià i el barri de l'entorn que és ara anomenat Hariqa (El Cremat).
El Regne Unit va demanar l'aturada dels combats i va intervenir l'1 de juny com força moderadora amb la finalitat de fer cessar els afrontaments entre francesos i sirians. Al mes de juliol, un exèrcit nacional sirià sota comandament sirià, fou establert i nou mesos més tard, el 17 d'abril de 1946, l'últim soldat estranger va abandonar Síria.
L'arxiu de l'Alta-Comissaria (gabinet polític, secretari general, despatx diplomàtic, serveis d'informacions i de la premsa, arxiu de sobirania) fou repatriat cap a París. Però els dossiers de les delegacions i dels diferents serveis administratius (com la justícia, l'agricultura, els correus i telègrafs) foren deixats al seu lloc.

## Governants
Governants

### Comandant de les forces britàniques d'ocupació
- 25 d'octubre de 1918 a 21 de novembre de 1919 Edmund Henry Hynman Allenby

### Alts comissionats francesos per Síria i Cilícia-Armènia (a Beirut)
- 7 d'octubre de 1918 - 21 de novembre de 1919 François Georges-Picot

### Alts comissionats francesos per Síria i el Líban (a Beirut)
- 21 de novembre de 1919 - 23 de novembre de 1922 Henri Joseph Eugène Gouraud
- 23 de novembre de 1922 - 17 d'abril de 1923 Robert de Caix (interí)
- 17 d'abril de 1923 - 29 de novembre de 1924 Maxime Weygand
- 29 de novembre de 1924 - 23 de desembre de 1925 Maurice Paul Emmanuel Sarrail
- 23 de desembre de 1925 - 23 de juny de 1926 Baron Henry de Jouvenel des Ursins
- 23 de juny de 1926 -Agost de 1926 un alt comissionat interí
- Agost de 1926 - 16 de juliol de 1933 Auguste Henri Ponsot
- 16 de juliol de 1933 - gener de 1939 Damien de Martel, comte de Martel
- Gener de 1939 - 24 de novembre de 1940 Gabriel Puaux
- 24 de novembre de 1940 - 27 de novembre de 1940 Jean Chiappe (nomenat per Petain, va morir de camí en ser abatut el seu avió, sense arribar a prendre possessió)
- 6 de desembre de 1940 - 14 de juny de 1941 Henri Fernand Dentz (règim de Vichy)

### Delegats-generals i Plenipotenciaris
- 24 de juny de 1941 - 7 de juny de 1943 Georges Albert Julien Catroux (cap de les forces de la França Lliure als estats del Llevant)
- 7 de juny de 1943 - 23 de novembre de 1943 Jean Helleu
- 23 de novembre de 1943 - 23 de gener de 1944 Yves Chataigneau
- 23 de gener de 1944 - 1 de setembre de 1946 Étienne Paul Émile Marie Beynet (b. 1883 - d. 1969)

### Comandants militars britànics
- 21 de juny de 1941 - 1945 Henry "Jumbo" Maitland Wilson

### Ministres residents britànics pel Líban i Síria
- 25 de març de 1943 - 1944 Sir Edward L. Spears
- 1944 Walter Edward Guinness, Lord Moyne
- 1944 - 1945 Sir Edward L. Spears (segona vegada)
- 1945 - 1946 Sir Terence Allen Shone